# Apanteles lacteicolor
Apanteles lacteicolor är en stekelart som beskrevs av Henry Lorenz Viereck 1911. Apanteles lacteicolor ingår i släktet Apanteles och familjen bracksteklar. Inga underarter finns listade i Catalogue of Life.